# Alida Boer
Alida María Boer Reyes (Ciudad de Guatemala, 1986) es una modelo y emprendedora de moda  guatemalteca elegida Miss Guatemala 2007 que representó a Guatemala en el certamen Miss Universo en su 56.ª edición, asimismo, fundadora y directora ejecutiva de Maria's Bag Inc, una marca de accesorios de lujo y de alta gama.

## Miss Teen International 2000
Alida ganó el Miss Teen Guatemala, representó a Guatemala en Miss Teen International 2000 celebrado en Oranjestad, Aruba, donde resultó primera finalista.

## Miss Guatemala 2007

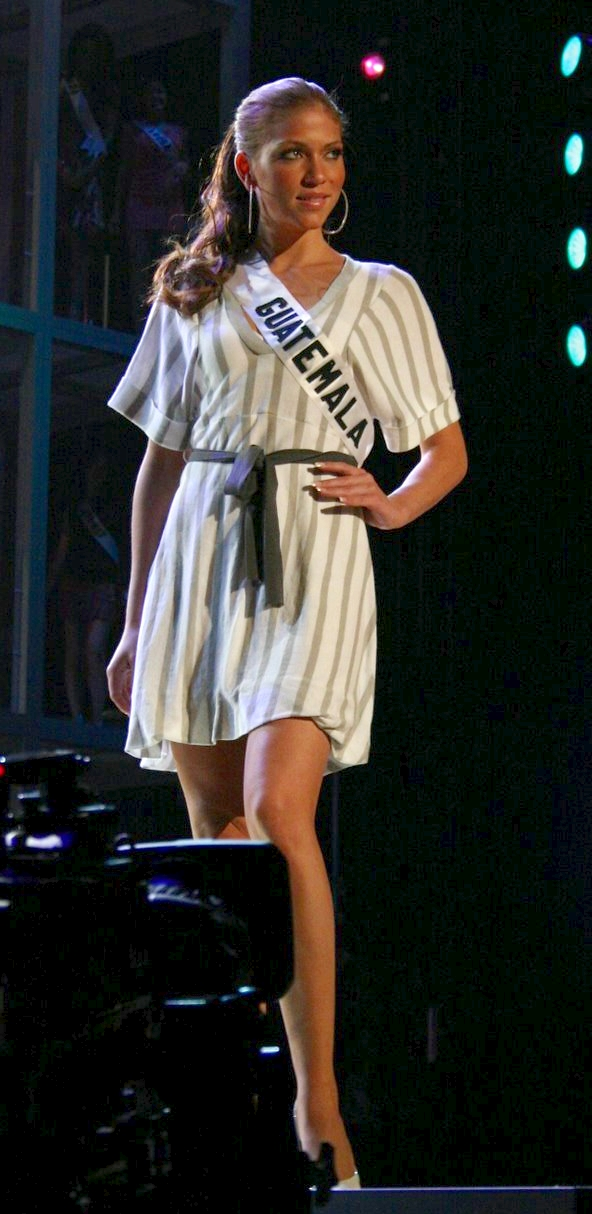
Miss Guatemala 2007

Alida fue coronada Miss Guatemala 2007 el 1 de abril de 2007 en la Ciudad de Guatemala. Ella Superó a otras 12 concursantes para el título representando a Ciudad Capital Sur.
Boer culminó su reinado la noche del 7 de marzo de 2008, en la cual coronó a su sucesora Jennifer Chiong (Miss Guatemala 2008).

## Miss Universo 2007
Como parte de sus responsabilidades como Miss Guatemala, Alida tuvo la tarea de representar a Guatemala en el certamen más importante a nivel mundial, en la 56.ª edición de Miss Universo que se realizó en Auditorio Nacional, Ciudad de México, México el 28 de mayo de 2007. Boer compitió con 77  candidatas de diversos países y territorios autónomos por la corona que hasta ese momento ostentaba la puertorriqueña Zuleyka Rivera.

## Cronología
| Predecesor: Jackelinne Krimilda Piccinini Oten | Miss Guatemala 2007 | Sucesor: Jennifer Chiong |

- Datos: Q55739656
- Multimedia: Alida Boer / Q55739656